# A Tribute to Miles
A Tribute to Miles ist ein Musikalbum von fünf früheren Weggefährten und Verehrern des Jazz-Musiker Miles Davis. Es wurde mit dem Grammy 1995 als beste Jazz-Instrumentaldarbietung (Einzelkünstler oder Gruppe) ausgezeichnet.

## Entstehungsgeschichte
1992 finden sich Ron Carter, Herbie Hancock, Wayne Shorter und Tony Williams, alles frühere Bandmitglieder des zweiten Miles-Davis-Quintetts und des 1976 gegründeten Bandprojektes V.S.O.P., wieder zusammen, um eine Tour in Gedenken an Miles Davis in Amerika, Asien und Europa durchzuführen. Wallace Roney übernimmt die Trompete für den 1991 verstorbenen Davis. Hierbei entstehen So What und All Blues, die auf diesem Album zu hören sind. Die übrigen Titel wurden im Studio aufgenommen.
Der Geist, in dem das Album angeblich entstand, wird mit dem Untertitel des Albums „A celebration of the life & music of Miles Davis“ zum Ausdruck gebracht. Mit Ausnahme des Titels Elegy wurden alle Stücke vom zweiten Miles-Davis-Quintett in den sechziger Jahren gespielt.

## Bewertungen
Die Aufnahme des Albums und seine Bewertung durch die Musikkritik war sehr unterschiedlich.
Die Jazzkritiker Richard Cook und Brian Morton kamen in der zweiten Auflage des Penguin Guide to Jazz zu einer kritischen Bilanz dieser „Veranstaltung“: „Obwohl Wallace Roney eine im Vergleich zu Davis viel agilere Technik besitzt, wirken die live eingespielten Titel »So What« und »All Blues« nach dem Urteil von Richard Cook und Brian Morton »fast farblos«. Die im Studio eingespielten Titel des Albums »wirken noch polierter; das Stück ‚Pinocchio‘ wird in Smooth Jazz-Manier dargeboten (…). Das ist wahrlich keine großartige Platte; als eine Art Souvenir oder Erinnerung mag sie vielleicht einen Wert haben; aber was das betrifft, trottet sie etwas dahin.«“
Positiver fiel das Urteil von Hans Sterner in der deutschen Zeitschrift steroplay aus: „Eine überzeugende Würdigung des Altmeisters Miles Davis – und Herbie Hancock, Piano, Wayne Shorter, Saxophon, Ron Carter, Baß, und Drummer Tony Williams sind als ehemalige Sidemen des berühmten Trompeters für diese Kür gewiß besonders befähigt. Die auch schon als Kern des V.S.O.P.-Quintetts aufgetretenen Super-Musiker schauen hier nicht auf jene glorreichen Zeiten zurück, in denen sie an Miles’ Seite Meilensteine des Jazz kreierten. Sie genehmigen sich vielmehr neue, delikate Soli, in denen sich ihre Erfahrung des letzten Vierteljahrhunderts spiegelt. Auch Gasttrompeter Wallace Roney geht eigene Wege. Der 33jährige verfügt nicht über den trocken strahlenden, vibratofreien Ton des Meisters und imitiert deshalb auch den Geehrten nicht. Roney bläst weniger sparsam, stößt wesentlich rasanter in sein Horn.“

## Titelliste
1. So What (Live) – 10:06 (Miles Davis)
2. RJ – 4:05 (Ron Carter)
3. Little One – 7:16 (Herbie Hancock)
4. Pinocchio – 5:41 (Wayne Shorter)
5. Elegy – 8:43 (Tony Williams)
6. Eighty One – 7:29 (Miles Davis, Ron Carter)
7. All Blues (Live) – 15:17 (Miles Davis)